# Magyar Honvédség

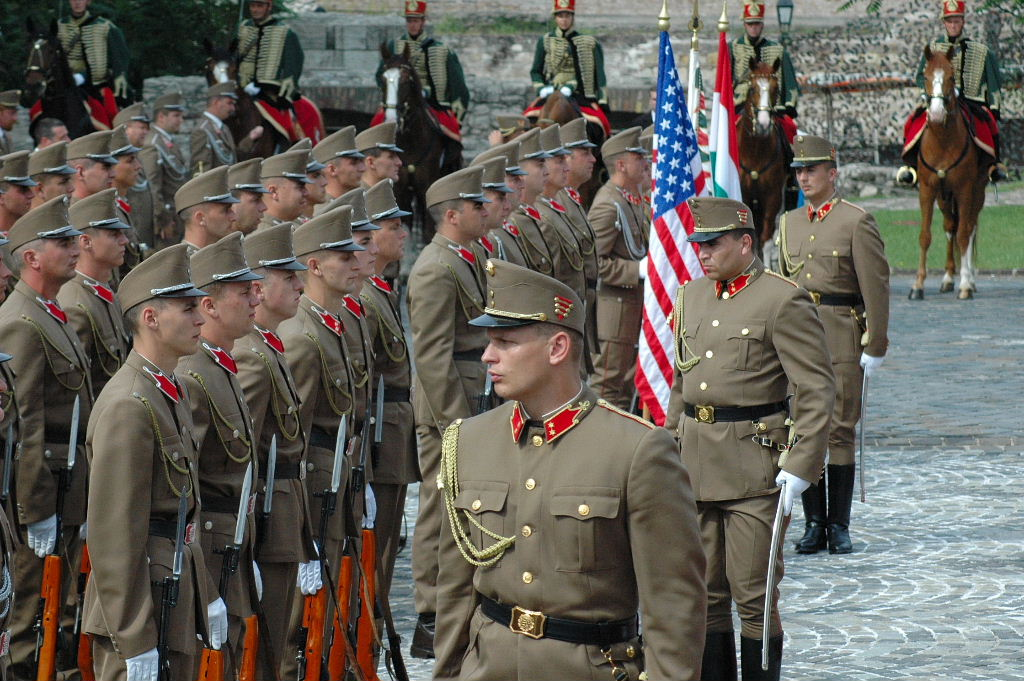
A MH 32. Budapest Őr- és Díszezred katonái az Egyesült Államok elnökét fogadják a Sándor-palota előtt, 2006. június 22-én (a háttérben huszárok láthatóak)

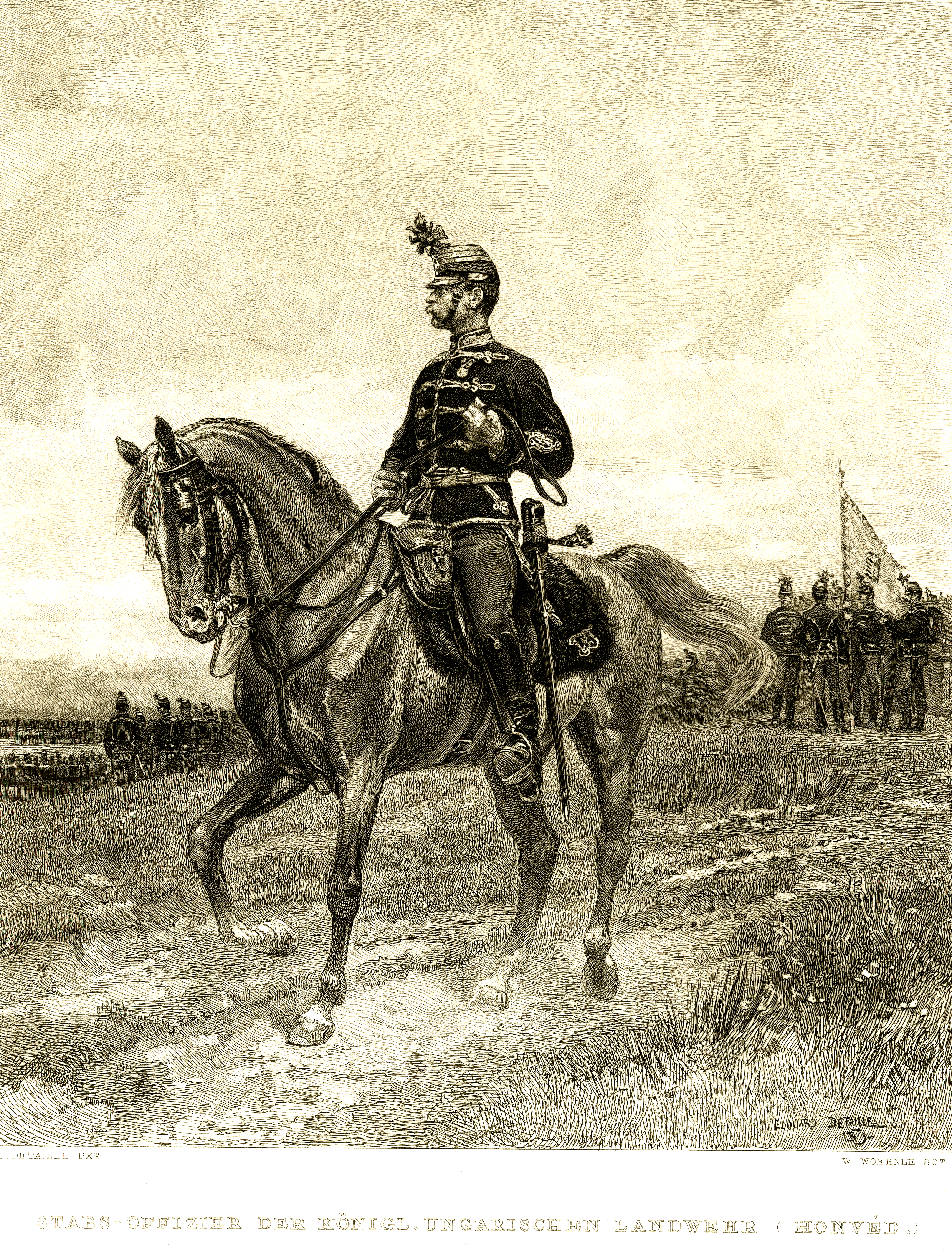
Magyar honvédtiszt 1869-ben

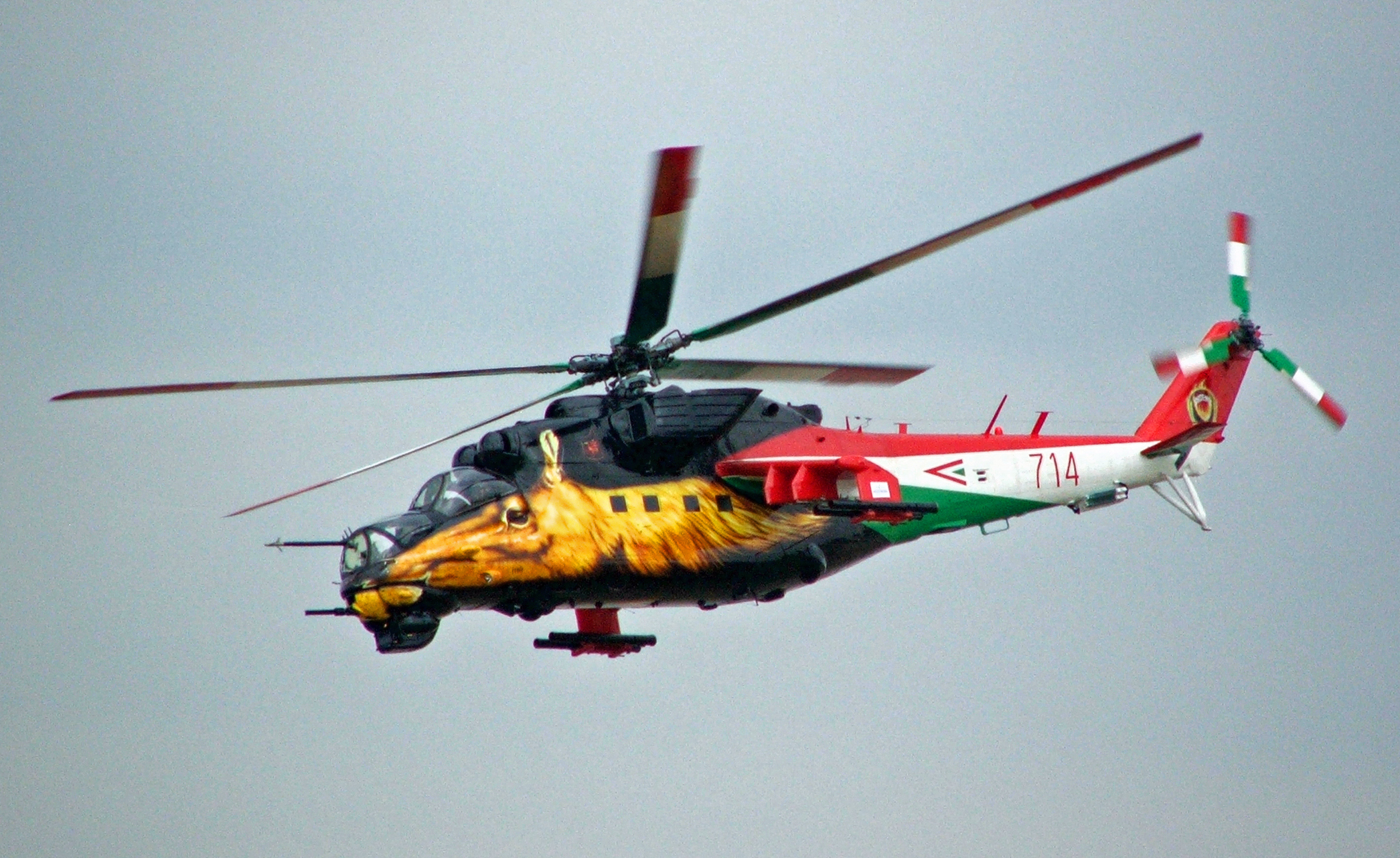
A 2007-es kecskeméti repülőnap alkalmából különleges festést kapott Mi–24-es harci helikopter

A magyar köztársasági elnök mindenkori zászlaja

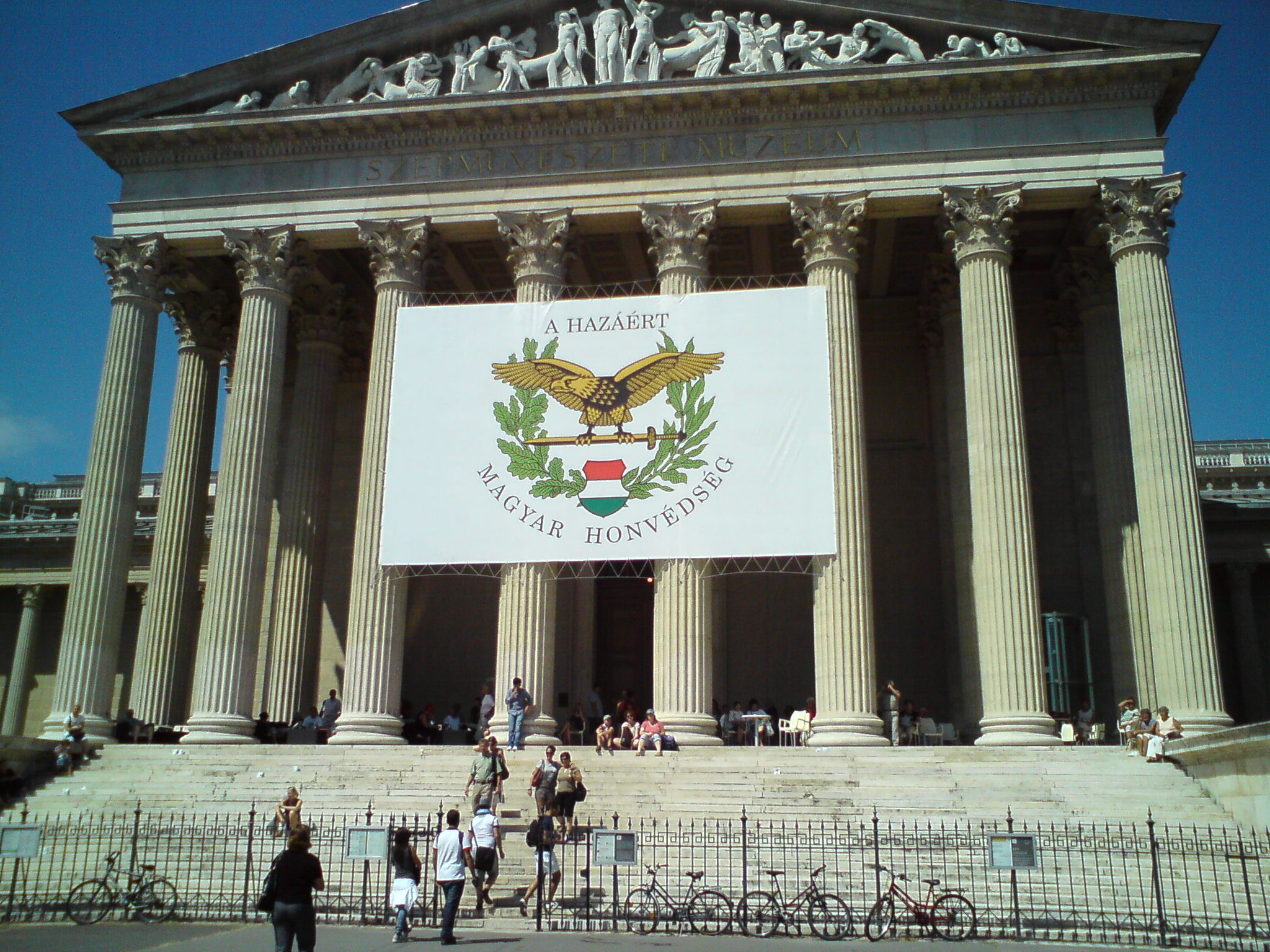
A Magyar Honvédség transzparense a Szépművészeti Múzeum bejáratánál, 2010. augusztus 20-án

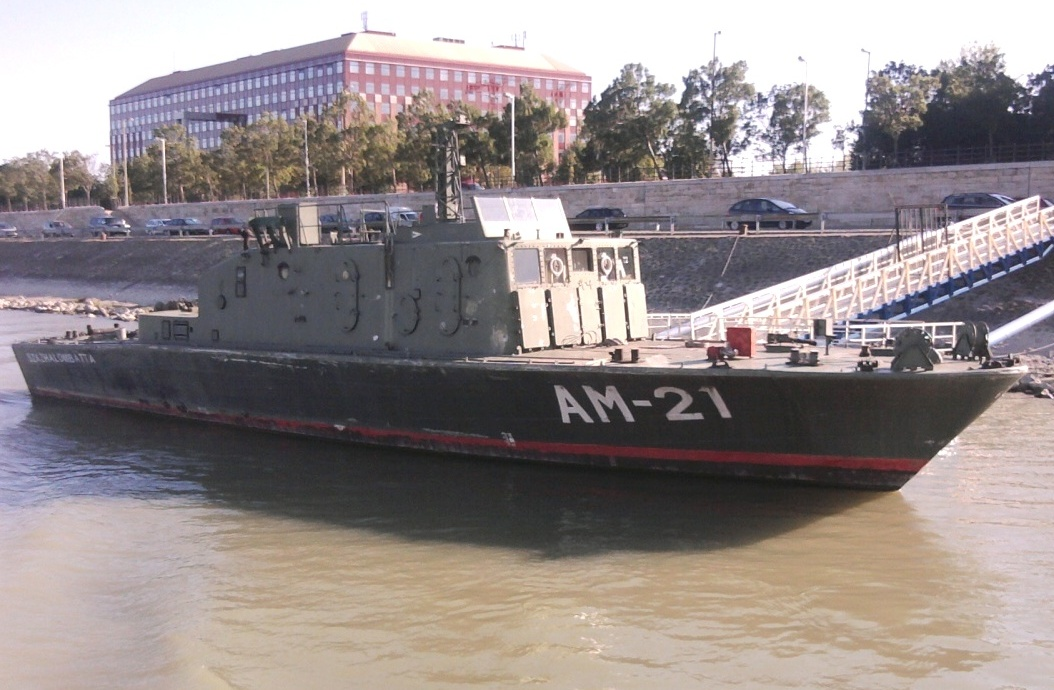
A hadrendből kivont AM–21 Százhalombatta folyami aknamentesítő hajó Budapesten. Hasonló, jugoszláv gyártmányú Neštin osztályú aknamentesítők ma is használatban vannak.

A Magyar Honvédség (rövidítve MH) polgári irányítás alatt álló, függelmi rendszerben működő és centrálisan vezetett fegyveres állami szervezet, békében az önkéntességen, megelőző védelmi helyzetben és rendkívüli állapotban az általános hadkötelezettségen alapuló haderő. Egyes szervei jogszabályokban meghatározott katonai igazgatási feladatokat is ellátnak.
A Magyar Honvédség fő feladata az ország szuverenitásának és területi épségének védelme, valamint az Észak-atlanti Szerződés Szervezete (NATO) értelmében a Szervezet kollektív védelmének erősítése. További feladatai közé tartozik, hogy hozzájáruljon az egyéb – a partnerségi, szerződéses viszonyok között – közösen vállalt szövetséges küldetésekhez, béketámogató és humanitárius akciókhoz, súlyos ipari és természeti katasztrófák következményeinek elhárításához, a szövetséges katonai és polgári rendvédelmi erők magasabb szintű kiképzéséhez akár a NATO és az Európai Unió szervezeti határain kívül is. A szövetségek közös védelmének érdekében kész a szükséges katonai erő és egyéb támogatások rendelkezésre bocsátására a vállalt kötelezettségeknek megfelelően. Kész a biztonságpolitikai alapelveknek megfelelő két- és többoldalú katonai együttműködés révén erősíteni a regionális biztonságot és stabilitást. Ezen feladatokat rendszerint a honvédelemben közreműködő más polgári szervekkel együttműködve hajtja végre.
A Honvédséget békében az Országgyűlés, a köztársasági elnök, a Kormány és a honvédelmi miniszter irányítja. Rendkívüli állapot idején a Honvédség legfelsőbb irányító szerve a Honvédelmi Tanács. A Magyar Honvédség vezetése a mindenkori Honvéd Vezérkar főnöke (MH HVKF) joga és kötelessége. Gyakorolja jogszabályban rögzített hatáskörét, valamint végrehajtja az irányítására jogosultak utasításait. A Magyar Honvédség szakmai vezetését a Honvéd Vezérkar (HVK) és a Magyar Honvédség Összhaderőnemi Parancsnokság (MH ÖHP) látta el 2019. elejéig.
A Magyar Honvédség Parancsnoksága, mint új katonai szervezet a Honvédelmi Minisztérium és a Honvéd Vezérkar külön válásával, valamint ezzel egy időben a Honvéd Vezérkar és az Magyar Honvédség Összhaderőnemi Parancsnokság összeolvadásával, azok jogutód szervezeteként 2019. január 1. hatállyal alakult meg. Ezzel egy időben megalakultak a haderőnemi szemlélőségek: szárazföldi, légierő, logisztikai, különleges műveleti, kibervédelmi. A Magyar Honvédség Parancsnoksága haderőnemi szemlélők irányítási feladataikat szolgálati- és szakterületükön, szakmai-és szolgálati elöljárói jogkört gyakorolva látják el. A Magyar Honvédség Parancsnoksága haderőnemi szemlélőségek nem önálló szervezeti egységei a haderőnemi irodák. Fő feladatuk a Magyar Honvédség Parancsnoksága haderőnemi szemlélők szakmai elöljárói döntéstámogatása, valamint közreműködés a Magyar Honvédség Parancsnoksága csoportfőnökségei szakmai tevékenységének összehangolásában.
2023. január elsejével vissza állították a korábbi megszüntetett szervezeti egységeket kibővítve újabb magasabbegységekkel. Újra a Honvéd Vezérkar Főnöke a Magyar Honvédség vezetője és újjá alakították a haderőnemi szemlélőségekből a MH Szárazföldi Parancsnokságot, illetve a MH Légierő Parancsnokságot, és felállították a MH Összhaderőnemi Különleges Műveleti Parancsnokságot, mint új szervezeti egységet.
1992-től minden év május 21-e a Magyar Honvédelem Napja, mely napon Buda várának 1849-es visszavételéről emlékeznek meg. A várnegyed déli részén található Dísz téren emelték 1893-ban a Honvéd-szobrot  a budai hősök emlékére. A szobor egy zászlót tartó, harcba rohanó fiatal katonát ábrázol, a talapzaton található felírás: „1849. május 21. Szabad hazáért!”.

## Története
A modern magyar hadsereg megalakulása a gyakorlatban 1848. május végére tehető, amikor Batthyány Lajos miniszterelnök utasítására felszereltek tíz reguláris gyalogzászlóaljat, névlegesen a Nemzeti Őrsereg részeként – valójában ezt a seregtestet a hivatalos iratokban is „honvédségként” emlegették. A magyar állam ellen irányuló külföldi agresszió fenyegetése és belső nemzetiségi fegyveres mozgalmak veszélye miatt Kossuth Lajos kérésére 1848. július 11-én, Pesten az országgyűlés képviselői 200 ezer újoncot és a 42 millió forint azonnali hatályú hadihitelt szavaztak meg – hivatalosan is létrehozva ezzel a nemzet reguláris véderejét, a Honvédséget. Az erélyes intézkedések nyomán Magyarországnak 1848 legvégén már 110 ezer főnyi serege állt hadrendben, amely végigharcolta a szabadságharcot. Az 1849. évi orosz cári invázió következtében az ország közel 20 évig tartó osztrák katonai megszállás alá került, ez idő alatt nemzeti rendelkezésű hadserege nem volt.
Az önálló magyar hadsereg ismételt felállítására 1868-ban, az Osztrák–Magyar Monarchia megalakulása után került sor. 1869-ben megkezdődött az első honvédcsapatok felállítása. A századforduló nem képez éles választóvonalat a honvédség fejlődésében, de az 1900-as évek első évtizedében az általános európai fegyverkezés hatására mélyreható és gyors haderő-fejlesztési program indult be az Osztrák–Magyar Monarchiában. A haderő első vonalát a császári és királyi közös hadsereg és haditengerészet, második vonalát a királyi magyar honvédség, illetve K. u. K. Landwehr alkotta. Az európai nagyhatalmak felgyorsult ütemű fegyverkezését szem előtt tartva a hadvezetés a közös hadsereg tüzérségét óhajtotta fejleszteni, ami létszámnöveléssel járt együtt.
Az első világháborúban Magyarország több százezres emberáldozatot szenvedett el, főleg az orosz fronton és az olaszországi Isonzónál. A volt Magyar Királyság területét a köztársasági kormánynak nem sikerült egyben tartania, mert a szomszédos országok igényt tartottak a szlovák, román és délszláv nemzetiségek által lakott területekre (nemzetállami mozgalmak), és az antant támogatásával katonai intervenció indult meg az ország feldarabolására. Az ország jelentős része francia, román és szerb ellenőrzés alá került. Ez a Károlyi Mihály-kormány bukásához vezetett, és 1919. március 21-én az ország még magyar kézen maradt részében a kommunisták ragadták magukhoz puccsal a hatalmat.
A Magyar Tanácsköztársaság létrejöttekor a külpolitikai helyzet még súlyosabb volt, mint a polgári kormányzat idején. Az események alakulását jelentősen befolyásolta a Vix-jegyzék, melyet 1919. március 20-án adtak át. Az ország vezetői úgy vélték, hogy 3-4 hónap alatt lehetséges egy körülbelül 200 ezer fős hadsereg létrehozása. 1919. március 25-én jelent meg a Vörös Hadsereg fölállításáról szóló rendelet. Április 16-án a román, majd április 27-én megindult a cseh csapatok támadása. A kezdeti katonai sikerek után azonban a Clemenceau-jegyzék hatására – ami kimondta, amennyiben a Vörös Hadsereg kivonul a Felvidékről, akkor cserébe a románok kiürítik a megszállt Tiszántúlt, és Magyarországot meghívják a béketárgyalásokra – a Vörös Hadsereg kivonult a Felvidékről, de a román csapatok nem távoztak, valamint Magyarországot nem hívták meg a béketárgyalásokra. A Vörös Hadsereg szétesett, amely a román csapatok elleni szolnoki ellentámadás sikertelenségével zárult.
A 1920. június 4-én Trianonban aláírt békeszerződés katonai rendelkezései alapvetően biztosították a kisantant államok teljes katonai fölényét. Olyan hadsereg fenntartását engedélyezték Magyarországnak, mely nemcsak támadó hadműveletekre alkalmatlan, de az ország minimális védelmét sem képes ellátni. A Tanácsköztársaság kormányának lemondásával megszűnt hadsereggel párhuzamosan szerveződött a Nemzeti Hadsereg, melynek parancsnoka a Károlyi Gyula vezette szegedi kormány honvédelmi minisztere, Horthy Miklós lett. Létrehozására június 6-án Szegeden hirdette ki rendeletét, a fővezérség pedig augusztus 9-én felállt (a szervezet elnevezése 1922. január 4-én Magyar Királyi Honvédségre változott). Magyarország a területi revízió politikáját támogató két országgal, először a fasiszta Olaszországgal, majd később (1933. után) a legfontosabb gazdasági partner náci Németországgal kereste az együttműködést. A tengelyhatalmak szövetségeseként 1941-ben Magyarország belépett a második világháborúba, melynek casus bellije Kassa augusztus 26-ai bombázása lett. A gyengén felszerelt magyar csapatok hatalmas emberáldozatot hoztak a keleti fronton, majd 1943 januárjában a Magyar 2. hadsereg megsemmisítő vereséget szenvedett a Don folyó partján.
Később 1944–45 folyamán, az előretörő szovjet Vörös Hadsereg ellen a Honvédség főleg az ország területének védelmében vett részt, de 1944 nyarán az 1. Magyar Hadsereg például a Kárpát-medence keleti, északkeleti előterében, Galíciában is vívott főleg páncéloscsatákat. Az ország védelmét a kiépített védelmi vonalakkal kívánták biztosítani, így az Árpád-vonallal, Szent László-állással, illetve Hunyadi-állással. Az ország 1944. március 19-én német megszállás alá került, ez év tavaszától angolszász hadászati bombatámadások színterévé lépett elő. Lévén az ország közlekedési szempontból immár kiemelkedő szerepet töltött be a német háborús célok elérése érdekében, az ország légvédelmét megerősítették, a magyar repülőcsapatok műszaki felszereltségét jelentősen növelték. A szeptembertől szárazföldi hadszíntérré váló országban a három honvéd hadseregen kívül jelentős számú német csapatok is tevékenykedtek. Az országba betörő szovjet és román csapatok az év végére elérték a fővárost, melyet végül sikerrel kerítettek be, majd az újév februárjában bevettek. A főváros felmentésére tett minden magyar–német kísérlet kudarccal végződött. A Királyi Honvédség és a német haderő csapatait az egyesített szovjet–román erők március végére kiszorították az országból a nyugati határon át Ausztriába. 1945. április végére gyakorlatilag a magyar haderő megszűnt létezni. A szovjet csapatok által elfoglalt területeken még a harcok alatt megkezdődött a németellenes csapatok szervezése. 1945 elején már aktív, kis létszámú „partizánhaderő” alakult, melyeket be is vetettek. Később a háború alatt hadifogságba esett magyar katonákat a Honvédelmi Minisztérium Igazoló Bizottsága volt hivatott átvilágítani és igazolni, vagy elítélni. A Bizottság már decemberben ítéleteket hirdetett. Az átvilágított, igazolttá nyilvánított tisztekből, tábornokokból létrehozták az újdonsült Magyar Honvédség törzsi, tiszti állományát. A honvédség ismét fejlődésnek indult, 1946-ban már aktív haderőnek számított. A tisztképzés 1947 decemberében indult, az immár Honvéd Hadiakadémián.
1947. február 10-én Párizsban aláírták a magyar békeszerződést, amelynek a hadseregre vonatkozó előírásai értelmében Magyarországnak jogában állt 70 ezer fős hadsereget szerveznie. 1948. végén megkezdődött a hadsereg gyorsított fejlesztési tervének kidolgozása. 1951. őszéig nyolc lövész- és egy páncéloshadosztály, hadseregközvetlen tüzérség, szerény légierő és légvédelmi tüzérség felállítására került sor. Még e nagyságrendileg nem túl jelentős haderő is rendkívüli megterhelést igényelt az országtól, 1950-ben például az állami költségvetés 25%-át. 1951. június 1-jén a Magyar Honvédség elnevezést Magyar Néphadseregre változtatták, az év végétől megkezdődött az állomány szovjet mintájú egyenruházattal való ellátása és a Jugoszlávia ellen esetlegesen indítandó invázióra alkalmas növelt létszámú haderő fejlesztése.
Az új Magyar Néphadsereg a szovjet katonai rendszeren és eszközökön alapult. A hatalmas hadi kiadások 1952. végére félbeszakadtak, az akkori haderő létszáma elérte a 250 ezer főt. Sztálin halálával a déli invázió lehetőségét elvetették, a haderő létszámát ismét csökkenteni kezdték. Ez az indokolatlan túlköltekezés az 1950-es évek közepére gazdasági csődközelbe juttatták az országot. Az 1956-os forradalom szovjet leverése után a Szovjet Hadsereg a Magyar Néphadsereg eszközállományának jelentős részét elhordta az országból, a haderő fejlesztését új koncepciókra kellett alapozni.
1968-ban a Prágai tavasz politikai változásokat hozott Csehszlovákia életében. A szovjet vezetés ezt nem nézte jó szemmel, így 1968 nyarán a Varsói Szerződés tagállamainak katonai egységei (Románia kivételével) bevonultak az országba. Magyar részről a zalaegerszegi MN 8. Gépkocsizó Lövészhadosztály 12 500 katonával, 155 harckocsival, 200 löveggel, 2000 gép- és harcjárművel vett részt a hadműveletben. Bár a Magyar Néphadsereg által megszállt területeken nem került sor katonai ellenállásra és vérontásra, a civilek ellenállása jelentős volt, Érsekújváron és Nyitrán tömegoszlatásra került sor.
A rendszerváltozás a hadseregben már 1989-ben megkezdődött. A kormány 1989. november 30-i határozata szerint további 20–25%-os csapatcsökkentést kell végrehajtani, a néphadsereget nemzetközi haderővé alakítani és a diszlokációt egyenletessé tenni. 1990. március 15-étől a haderő hivatalos neve Magyar Honvédség.
Magyarország – a volt Varsói Szerződés tagországai közül elsőként – 1996. január 29-én jelentette be hivatalosan csatlakozási szándékát a NATO-hoz. 1997. július 8-án a NATO madridi csúcstalálkozóján a szövetség állam- és kormányfői úgy határoztak, hogy Csehországot, Lengyelországot és Magyarországot csatlakozási tárgyalásokra hívja meg. 1999. március 12-én Magyarország felvételt nyert a NATO-ba.
Az Országgyűlés 2004 novemberében módosította az alkotmányt a sorkötelezettség felfüggesztésével kapcsolatban, ettől kezdve a Honvédség állományát békében kizárólag hivatásos és szerződéses katonák, köztisztviselők, valamint honvédelmi alkalmazottak (2018-ig közalkalmazottak) alkotják.
A Magyar Honvédség összlétszámát az Országgyűlés 2013. májusi határozatában 29 700 főben maximálta. Ebből összesen 8845 altiszt és 5690 tiszt lehet a hadseregben. Az összlétszám legfeljebb 30 százaléka lehet a legénységi állomány. A civil kormánytisztviselők, közalkalmazottak és egyéb munkavállalók köre a honvédségi összlétszám maximum negyede lehet. Az összlétszám nem tartalmazza az önkéntes tartalékos, valamint a rendelkezési állományban lévők létszámát.

## Feladatai

### Fegyverhasználati joggal ellátott feladatok
- Magyarország függetlenségének, területének, légterének, lakosságának és anyagi javainak külső támadással szembeni fegyveres védelme,
- a Szent Korona és a hozzá tartozó egyes jelvények őrzése és védelme,
- a szövetségi és nemzetközi szerződésből eredő egyéb katonai kötelezettségek – különösen a kollektív védelmi, békefenntartó és humanitárius feladatok – teljesítése,
- a honvédelem szempontjából fokozott védelmet igénylő létesítmények őrizete és védelme,
- egyes kijelölt létesítmények őrizete és védelme,
- részvétel a szükségállapot idején az erőszakos cselekmények elhárításában,
- talált robbanótestek tűzszerészeti mentesítése, és egyéb tűzszerészeti feladatok térítés ellenében való végrehajtása.

### Fegyverhasználati jog nélkül ellátott feladatok
- Közreműködés a katasztrófavédelemmel összefüggő feladatok végrehajtásában,
- katonai szakértelmet és speciális eszközöket igénylő feladatok ellátása,
- részvétel az állami protokolláris feladatok teljesítésében,
- közreműködés a nemzetközi megállapodásban vagy jogszabályban meghatározott hadisírok, katonai és hősi emlékművek fenntartásával kapcsolatos feladatok végrehajtásában és a kegyeleti tevékenységben,
- közreműködés az állami közfoglalkoztatás feladatainak végrehajtásában.[9]

## Felépítése, egységei

### Fontosabb szervezeti egységei
Honvédelmi Minisztérium
- Magyarország Honvédelmi Minisztere
  - Miniszteri Kabinet
    - Vezető: Kabinetfőnök

  - Közigazgatási államtitkárság
    - Vezető: Közigazgatási államtitkár
    - Helyettes Államtitkárok
    - Főosztályok

  - Parlamenti államtitkárság
    - Vezető: Parlamenti államtitkár
    - Honvéd Vezérkar Főnöke
      -         - MH Nagysándor József 51. Híradó- és Vezetésbiztosító Dandár - Székesfehérvár
        - MH Légi Műveleti Vezetési és Irányítási Központ
        - MH Egészségügyi Központ - Budapest
        - MH vitéz Szurmay Sándor Budapest Helyőrség Dandár - Budapest
        - MH Katonai Képviselő Hivatala
        - MH Nemzeti Katonai Képviselet
        - MH Nemzeti Összekötő Képviselet

      - MH Rekreációs, Kiképzési és Konferencia Központ (Balatonakarattya)
      - MH Szárazföldi Parancsnokság
        - MH 1. Tűzszerész és Folyamőr Ezred - Budapest
        - MH Bocskai István 11. Páncélozott Hajdúdandár - Debrecen
        - MH Kinizsi Pál 30. Páncélozott Gyalogdandár - Hódmezővásárhely
        - MH Klapka György 1. Páncélosdandár - Tata
        - MH Bornemissza Gergely 2. Felderítőezred - Debrecen
        - MH II. Rákóczi Ferenc 14. Műszaki Ezred  - Szentes
        - MH Sodró László 102. Vegyiharc Ezred - Székesfehérvár

      - MH Légierő Parancsnokság
        - MH Dánielfy Tibor 205. Légvédelmi Rakétaezred - Győr
        - MH vitéz Szentgyörgyi Dezső 101. Repülődandár - Kecskemét
        - MH Kiss József 86. Helikopterdandár - Szolnok
        - MH 47. Bázisrepülőtér - Pápa

      - MH Összhaderőnemi Különleges Műveleti Parancsnokság - Szolnok
        - MH vitéz Bertalan Árpád 1. Különleges Műveleti Dandár - Szolnok

      - MH Kiberműveleti Parancsnokság - Szentendre
        - MH Kiber- és Információs Műveleti Központ

      - MH Területvédelmi és Hadkiegészítő Parancsnokság - Budapest
      - MH Tartalékos Erők Parancsnokság - Budapest
        - MH vitéz Reviczky László 1. Területvédelmi Ezred
        - MH vitéz Vattay Antal 2. Területvédelmi Ezred
        - MH Krause Lajos 3. Területvédelmi Ezred
        - MH Dombay Miksa 4. Területvédelmi Ezred
        - MH Bauer Gyula 5. Területvédelmi Ezred
        - MH Sipos Gyula 6. Területvédelmi Ezred
        - MH Klempa Kálmán 7. Területvédelmi Ezred
        - MH Anyagellátó Raktárbázis
        - MH Lahner György 2. Ellátóezred - Kaposvár
        - MH Böszörményi Géza Csapatgyakorlótér Parancsnokság - Várpalota
        - MH Geoinformációs Szolgálat
        - MH Katonai Igazgatási és Központi Nyilvántartó Parancsnokság
        - MH Szentendrei Helyőrségtámogató Parancsnokság

      - MH Haderőmodernizációs és Transzformációs Parancsnokság
        - MH Béketámogató Kiképző Központ - Szolnok
        - MH Altiszti Akadémia - Szentendre
        - MH Ludovika Zászlóalj - Budapest

      - Missziók
        - MH OMLT
        - MH EUFOR
        - MH KFOR
        - Baltikumi légi rendészet (Baltic Air Policing – BAP)
        - EUTM Mali ( Európai Unió Kiképző Misszió)
        - MH Iraki Kiképzés-biztosító Kontingens (MH IKBK)
        - UNIFIL (United Nations Interim Force in Lebanon)
        - ENSZ Ciprusi Békefenntartó Misszió (UNFICYP)

### Polgári és katonai vezetői
Az önálló magyar haderő 1848-as megalakulása óta több szerkezeti, szervezeti átalakuláson ment keresztül. Megalakulása óta alapvetően jellemezte, hogy a hadvezetést polgári, politikusi vezetők felügyelik. Ez alól még az első és a második világháború hadi eseményei sem voltak kivételek. Kezdetben a megalakult magyar Országgyűlés, majd a Monarchia vezetője, később a kormányzó és kinevezett kabinetje vezette. A második világháborút követően szintén politikai felsőbb vezetés alá tartozott, ahogyan a rendszerváltást követően napjainkban is. A politikai vezetést a mindenkori miniszterelnök, mint kormányfő hadügyminisztere, hadügyi népbiztosa, vagy honvédelmi minisztere (HM) biztosította, a katonaszakmai vezetést pedig a kezdetektől fogva a Honvéd Vezérkar, amely kisebb változtatásokkal, de azonos funkcióval, feladattal napjainkban is látja el. Vezetője a Honvéd Vezérkar főnöke (HVKF). Napjainkban, 1990 óta az ország államfője, azaz a magyar köztársasági elnök a honvédség polgári (legfőbb) parancsnoka, aki a mindenkori választott kormánytól függetlenül képviseli az ország katonapolitikai érdekeit is. Ezzel kerülve el azt, hogy az ország hadereje esetlegesen nem demokratikusan hatalomra került kormánya rendelkezzen a haderő vezetése felett a mindenkori HM-en keresztül, aki a vezérkar összetételében, kialakításában is szerepet játszhat. Ez a szervezeti gyakorlat tipikusnak mondható az európai hadszervezetekben.

## Szárazföldi erő

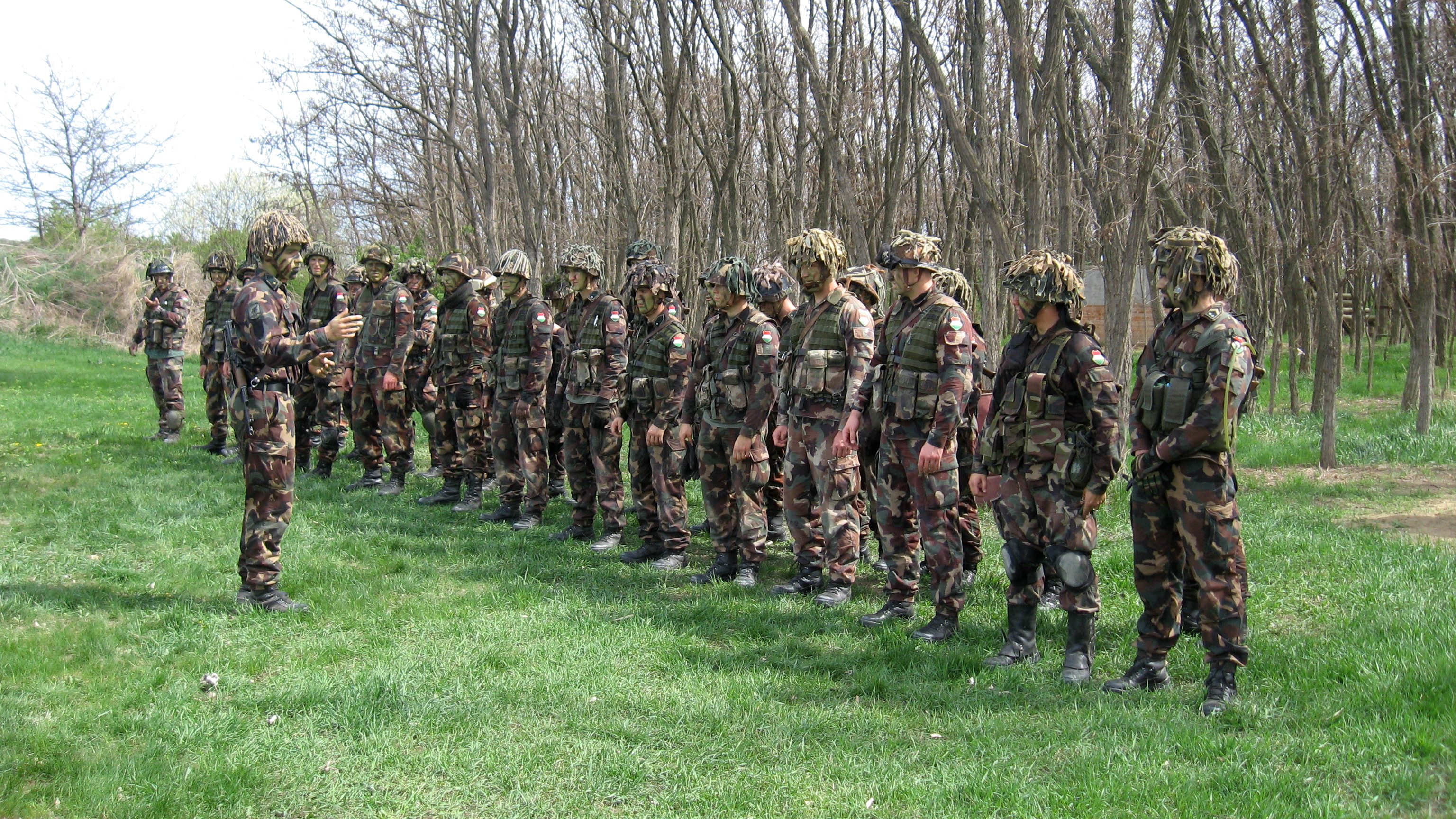
Az MH 25/88. Könnyű Vegyes Zászlóalj katonái (2012)

### Rendeltetése
A szárazföldi erők alapvető kötelessége Magyarország katonai védelme, az államhatár őrzése és védelme, valamint a nemzetközi szerződésből eredő katonai kötelezettségek (kollektív védelmi feladatok, béketámogató műveletekkel kapcsolatos feladatok) teljesítése. Segítségnyújtás elemi csapás vagy jelentős katasztrófa esetén, valamint protokolláris feladatok ellátása.

### Fegyverzet
A Honvédség 1990-ben a Magyar Néphadsereg eszköz- és személyi állományát örökölte meg. A megváltozott geopolitikai helyzet miatt azonban az 1986-ban tervezett haderő-átalakítást átdolgozva egy drasztikusabb haderő-leépítésbe kezdett, amely érintette eszközállományát is. A leépítést részben a CFE-szerződéshez való csatlakozás indokolta, részben pedig az akkori nemzetgazdasági teljesítmény nem tudott akkora haderőt fenntartani, ellátni. A leépítések következtében vonták ki többek között a T–55 típusú harckocsikat, a BM–21 rakéta-sorozatvetőket, a 2SZ1 Gvozgyika önjáró tarackokat, a PSZH, FUG és BMP–1 típusú páncélozott szállító harcjárműveket, az AMD–65 típusú gépkarabélyokat, a MiG–21, MiG–23 és Szu–22 típusú repülőgépeket.
Az ország NATO-csatlakozását követően újabb és modernebb, többcélú eszközök beszerzése vette kezdetét. Ilyenek a különféle típusú és rendeltetésű gépjárművek mellett RÁBA, Mercedes UNIMOG és MAN tehergépjárművek, Mercedes-Benz G 270 CDI terepjáró személygépjárművek, kommunikációs eszközök, lövedékálló mellények és sisakok, új kézifegyverek (például MP5A3 géppisztoly, M4A1 SOPMOD gépkarabély, Gepárd rombolópuska-család stb.), Skylark I típusú pilóta nélküli repülőgépek, TeleMAX tűzszerész-robotok stb. Továbbá több régi, meglévő eszközt modernizáltak: különféle rádiólokátorokat (például P–18M és SZT–68U), a 2K12 Kub légvédelmi rakéta komplexumok lengyel-magyar (HM Arzenál ZRt) együttműködésben modernizálásra kerültek (2K12M), a 9M111 Fagot és a 9M113 Konkursz irányított páncéltörő rakéták üzemidő hosszabbításon estek át, továbbá a BTR–80 páncélozott szállító harcjárművek modernizálására is történtek próbálkozások a 2000-es években - korlátozott eredményekkel. A régi szovjet eredetű technika fejleszthetőségének határához ért és többségük műszaki élettartamának végéhez közeledik. A haderőt sújtó forráshiány számottevő fejlesztéseket, igazi "korszakváltást" nem tett lehetővé a 2010-es évek közepéig.
2016-ban útjára induló Zrínyi haderőfejlesztési program a Magyar Honvédség fegyverzetének, felszerelésének szinte teljes megújulását tűzte ki célul. Az első látványos lépes a kézi fegyverek lecserélésének megkezdése CZ Bren 2 gépkarabélyok, Scorpion EVO3 géppisztolyok és pisztolyok licencgyártásának elindításával, a sokoldalú Carl Gustaf gránátvetők beszerzésével pedig a félévszázada rendszerbe álló RPG-7-esektől is elbúcsúzhat a Honvédség. A helikopter beszerzés is elindult 2018-ban, aminek keretében olyan korszerű helikopterek kerülnek beszerzésre mint a H145M és a H225M. A harckocsik-park is megújul: a Leopard 2 harckocsikkal váltják le a hidegháborúból itt maradt T-72-eseket. Olyan elveszett képességek kerülnek vissza a Honvédség kötelékébe mint az önjáró tüzérség, amit a világ egyik legkorszerűbb önjáró tarackja: a PzH 2000-es képvisel majd. Új, modern, nagyrészt hazai gyártású harcjárműcsaláddal is bővül a Honvédség arzenálja a Gidrán 4x4-es harcjármű-család a Lynx gyalogsági harcjármű képében. Utóbbiakhoz megrendelt Spike páncéltörő rakéták is korszakváltást jelentenek a 30-40 éves szovjet technikához képest. A légvédelmünk is teljesen megújul: régi, de jól bevált Mistral rendszer modernizálásra került és egy új, sokak által az egyik legjobb közepes hatótávolságú légvédelmi rakétarendszerével: a NASAMS-szel is bővülni fog a Honvédség arzenálja. Mindemellett az egyenruhák is lecserélésre kerültek, zajlanak a laktanya felújítások. A Honvédség jó úton halad afelé, hogy sok évtizedes haditechnikai hátrányát, lemaradását ledolgozza és az évtized második felére a közép-európai régió egyik legkorszerűbb haderejévé váljon.

### Különleges Erők
A Magyar Honvédség MH 34. Bercsényi László Különleges Műveleti Zászlóalj jogelődje az 1939. október 1-jén megalakult Honvéd Ejtőernyős Zászlóalj. A zászlóalj a második világháború nagy részében mint gyalogos alegység harcolt, majd a háború végén felszámolták. Az ejtőernyős fegyvernem hagyományait az 1951. október 4-én Székesfehérváron megalakult ejtőernyős zászlóalj vitte tovább. 1963-ban diszlokált Szolnokra, a Thököly Imre Laktanyába.
A zászlóalj 1990-ben vette fel gróf Bercsényi László nevét. 2005. szeptember 1-jétől az alakulat neve: MH 34. Bercsényi László Különleges Műveleti Zászlóalj.
Az alakulat személyi állományából alakult körülbelül 150 fős MH Könnyű Gyalog Század 2004-2006 között vett részt afganisztáni ISAF műveletekben, norvég alárendeltségben. Szintén az alakulat személyi állományára alapozva, 2009-ben került felállításra a körülbelül 16 fős Különleges Műveleti Csoport, amely az afganisztáni Vardak tartományban, amerikai parancsnokság alatt folytatja tevékenységét.
Az MH 2. vitéz Bertalan Árpád Különleges Rendeltetésű Dandár 2017. szeptember elsején alakult meg az MH 2. vitéz Bertalan Árpád Különleges Rendeltetésű Ezred jogutódjaként.

## Légierő és légvédelem
A Magyar Légierő a Magyar Honvédség egyik alapvető haderőneme. Feladata békében és háborúban Magyarország légterének ellenőrzése és védelme. A Magyar Légierő három fegyvernemből áll, úgymint repülő, légvédelmi rakéta és rádiótechnikai (radar). Személyi állománya jelenleg körülbelül 6000 fő.

## Védelmi kiadások
A Honvédség költségvetése 2000–2004 között folyamatosan a GDP 1,7%-a körül mozgott. 2005-től a költségvetési megszorítások miatt jelentősen csökkentek a rendelkezésre álló források. Többször is kritika érte Magyarországot, mivel a NATO elvárása a tagországokkal szemben kétszázalékos ráfordítás, ezzel szemben Magyarország 2006-ban a nemzeti össztermék 1,1%-át költötte honvédelmi célokra. (Egyébként 2006-ban a kétszázalékos arányt a NATO 26 tagországa közül mindössze hét teljesítette.)
2023-ban a Honvédség költségvetése elérte a GDP 2%-át, azaz 1460 milliárd forintot, ez 2024-re tovább növekszik 2,1%-ra, azaz 1800 milliárd forintra.

## Honvédelmi átalakulások
A Varsói Szerződés megszűnése és a szovjet csapatok kivonulása után megkezdődött a Magyar Honvédség első jelentős átalakítása. Ebben az időszakban a Honvédség MiG–29-es vadászgépeket, BTR–80-as páncélozott szállító harcjárműveket, illetve Fehéroroszországból T–72-es harckocsikat szerzett be. Megkezdődött a kötelező katonai szolgálaton alapuló reguláris haderő átalakítása vegyes rendszerű – szerződéses és sorozott katonákból álló – hadsereggé. A sorkatonai szolgálatot előbb 9, majd rövid idő elteltével 6 hónapra csökkentette a törvényhozás. A légierő modernizálásával kapcsolatban az amerikai F–16-os, F/A–18-as, a francia Mirage 2000, a svéd JAS 39 Gripen, illetve az orosz MiG–29-es vagy Szu–27-es vásárlása vagy lízingelése került szóba. 2001 őszén a kormány végül a Gripen bérlete mellett döntött.
A Magyar Honvédség egészét tekintve 2006 végén 78 önálló hadrendi elemmel, 44 helyőrséggel és 24 890 fős létszámmal rendelkezett. 2018-ban 23 950 katonával rendelkezik. A tartalékosok létszáma 2005-ben 90 300 fő volt, ebből 75 000 szárazföldi, 15 400 repülő és légvédelem. Ugyanebben az időszakban a mozgósítható létszám 2,66 millió fő, amelyből katonai szolgálatra alkalmas 2 millió fő. 2011-ben 8000 fő tartalékos állomány felállítását javasolta a honvédelmi minisztérium, ezt a szintet 2014-re tervezik elérni.
2012 elején összesen 17 757 katona teljesített szolgálatot, a 22 406 fős keretszámból így 4649 hely volt feltöltetlen. A szerződéses tartalékosok száma 2541 fő volt. A katonák átlagos illetménye 2012. márciusi adatok alapján a tiszti állomány esetében havi bruttó 389 522 Ft, az altiszti állomány esetében bruttó 191 157 Ft, a legénységi állomány esetében pedig bruttó 137 425 Ft volt.
Magyarországon a 2004-es alkotmánymódosítás óta békeidőben nincs sorkötelezettség, a fegyveres erők állományát hivatásosok, szerződésesek és honvédelmi alkalmazottak alkotják. A sorozást rendkívüli állapot (háború) esetén az Országgyűlés újra elrendelheti.

## Nemzetközi szerepvállalás
A magyar békefenntartói szerepvállalás a 19. század végéig nyúlik vissza. Magyar katonák az Osztrák–Magyar Monarchia közös hadseregének részeként a világ számos pontján igyekeztek megakadályozni a konfliktusok eszkalációját: békefenntartói feladatot láttak el 1897-ben Kréta szigetén, részt vettek a kínai boxerlázadás (1901) utáni helyzet normalizálásában, óvták a békét Koszovóban (1902–1907) és Albániában (1902–1914). A második világháború után 1973–75 között egy 750 fős magyar kontingens tevékenykedett a Nemzetközi Ellenőrző és Felügyelő Bizottság égisze alatt Dél-Vietnámban.
Ezt követően ismételten 1988-ban az irak–iráni háború záró szakaszában létrehozott Irak–iráni Katonai Megfigyelő Csoport (UN Iran-Iraq Military Observer Group, UNIIMOG) tagjaiként vettek részt magyar katonák az ENSZ békefenntartó misszióiban.
A 90-es évek elejétől a nemzetközi békefenntartáshoz való magyar hozzájárulás folyamatosan fejlődött és erősödött. A Magyar Honvédség kezdetben ENSZ katonai megfigyelőket, néhány fős csoportokat küldött Afrika (Angola, Uganda, Mozambik) és a Közel-Kelet (Irak, Kuvait) válsággócaiba. 1995-ben Magyarország fegyveres békefenntartókat küldött a Sínai-félszigetre, Ciprusra és a Balkánra. Ugyanebben az évben biztosította a NATO-erők átvonulását szárazföldön és a légtérben, befogadó nemzeti támogatást nyújtott átmenetileg az IFOR/SFOR-erők részére, és egy műszaki zászlóaljjal járult hozzá a Camp David-i egyezmény megvalósításához. A boszniai rendezésben való részvétel rendkívül fontosnak bizonyult, mert a magyar hozzájárulásnak komoly súlya volt a NATO tagsági meghívásban.
1999 óta a Magyar Honvédség valamennyi NATO szárazföldi katonai békeműveletben részt vesz. 2003 és 2004-ben Irakban egy magyar logisztikai szállítózászlóalj működött, amely a lengyel vezetésű nemzetközi hadosztály logisztikai támogatását végezte.
2003-tól magyar katonák szolgálnak Afganisztánban is. A legnagyobb létszámú MH Tartományi Újjáépítési Csoport 2004 augusztusa és 2013 márciusa között tevékenykedett az országban, feladatuk a térség stabilizációja, a humanitárius segítségnyújtás, illetve az újjáépítési munka feltételeinek, biztonságának megteremtése, koordinálása és az abban való részvétel volt. A MH Mi–35 Légi Kiképzés-támogató Csoport 2013 májusáig segítette az afgán harci-helikopter pilóták kiképzését. 2013 októberében a több mint 200 fős MH Kabul Nemzetközi Repülőtér Őr- és Biztosító Kontingens is befejezte működését.
Az ország Európai Uniós tagsága óta részt vesz az EU Althea operációban egy katonai rendőri századdal, emellett 2005-től Magyarország részese a kongói EU missziónak is. Az ENSZ-, NATO-, EU-műveleteken kívül magyar katonák szolgálnak EBESZ-missziókban, Afrikai Uniót támogató (EU–AU) műveletekben, és más nemzetközi megállapodásokon alapuló béke feladatokban is.
Az Országgyűlés 2006 őszén határőrök és katonai térképészek Libanonba küldéséről döntött, ahol az ENSZ UNIFIL kötelékében teljesítenek szolgálatot.
Az Országgyűlés határozata alapján Magyarország összesen maximum 1000 főt küld ezekbe a missziókba. 2010 és 2014 első negyedéve között összesen 65 milliárd forintot költött a Magyar Honvédség, 2011-ben 18,2 milliárd, 2013-ban pedig összesen 13,5 milliárd forintot költött az ország ezekre a missziókra, ebből valamivel több mint 8 milliárdot az afganisztáni feladatokra.
Magyarország az Afganisztán stabilizálására létrehozott külföldi katonai missziókban történt szerepvállalásaira 2004-től a 2021 nyári kivonulásig összesen több mint 75 milliárd forintot fordított.
| Katonai missziók, amelyekben magyar katonák feladatot teljesítettek | Katonai missziók, amelyekben magyar katonák feladatot teljesítettek | Katonai missziók, amelyekben magyar katonák feladatot teljesítettek | Katonai missziók, amelyekben magyar katonák feladatot teljesítettek           |
| Ország                                                              | Szervezet                                                           | Létszám                                                             | Megjegyzés                                                                    |
| A NATO által működtetett missziók                                   | A NATO által működtetett missziók                                   | A NATO által működtetett missziók                                   | A NATO által működtetett missziók                                             |
| ------------------------------------------------------------------- | ------------------------------------------------------------------- | ------------------------------------------------------------------- | ----------------------------------------------------------------------------- |
| Afganisztán, Pol-e Homri                                            | NATO ISAF                                                           | >150 fő                                                             | A részvétel kezdete 2003.                                                     |
| Koszovó, Pristina és Peja                                           | NATO KFOR                                                           | 238 fő                                                              | Törzstisztek, EÜ személyzet, ŐBZ állomány összesen. A részvétel kezdete 1999. |
| Bosznia-Hercegovina, Szarajevó                                      | EUFOR Althea                                                        | >160 fő                                                             | Törzstiszt és IPU állomány összesen. A részvétel kezdete 2004.                |
| Az EU által működtetett missziók                                    |                                                                     |                                                                     |                                                                               |
| Kongói Demokratikus Köztársaság                                     | EUSEC RD Congo/EU kongói tanácsadó misszió                          | 1 fő                                                                | A részvétel kezdete 2005.                                                     |
| Szomália                                                            | EUTM Somalia/EU szomáliai kiképző misszió                           | 4 fő                                                                | A részvétel kezdete 2010.                                                     |
| Grúzia                                                              | EUMM Georgia/EU grúziai megfigyelő misszió                          | 5 fő                                                                | A részvétel kezdete 2008.                                                     |
| Mali                                                                | EUTM Mali/EU mali kiképző misszió                                   | 5 fő                                                                | A részvétel kezdete 2013.                                                     |
| Közép-afrikai Köztársaság                                           | EUFOR RCA/EUFOR Közép-afrikai Köztársaság                           | 3 fő                                                                | Görögországi parancsnoksággal. A részvétel kezdete 2014.                      |
| Az ENSZ által működtetett missziók                                  |                                                                     |                                                                     |                                                                               |
| Ciprus, Nicosia                                                     | UNFICYP                                                             | kb. 80 fő                                                           | Fegyveres békefenntartók. A részvétel kezdete 1993.                           |
| Libanon                                                             | UNIFIL                                                              | 4 fő                                                                | A részvétel kezdete 2006.                                                     |
| Nyugat-Szahara                                                      | MINURSO                                                             | 7 fő                                                                | A részvétel kezdete 2006.                                                     |
| Nemzetközi szerződés alapján történő részvétel                      |                                                                     |                                                                     |                                                                               |
| Egyiptom, Sínai-félsziget                                           | MFO                                                                 | 26 fő katona 16 fő rendőr                                           | A részvétel kezdete 1995.                                                     |

Néhány fős létszámmal szolgálnak még magyar katonák Tádzsikisztánban és Albániában is.
| Afganisztáni szerepvállalás (Az ISAF keretein belül) | Afganisztáni szerepvállalás (Az ISAF keretein belül) | Afganisztáni szerepvállalás (Az ISAF keretein belül) | Afganisztáni szerepvállalás (Az ISAF keretein belül) |
| Egység                                               | Működés helye                                        | Létszám                                              | Megjegyzés |
| ---------------------------------------------------- | ---------------------------------------------------- | ---------------------------------------------------- | --- |
| MH Katonai Tanácsadó Csoport                         | Mazar-e Sharif, Balh tartomány                       | kb 40 fő                                             | A Honvédség az ohioi Nemzeti Gárdával együttműködve 2009-től az MH OMLT keretében katonai kiképzőket biztosított az afgán haderő számára Pol-e Homriban. 2012 decemberétől Katonai Tanácsadó Csoport (MAT) néven folytatta munkáját. 2013-tól eredeti feladatai ellátása mellett megkezdte a Mazar-e Sharifban szolgálatot teljesítő afgán nemzeti készenléti rendőrség, illetve az afgán határőrök törzsmunkájának mentorálását. |
| MH Különleges Műveleti Kontingens                    | Vardak tartomány, Kápiszá tartomány, Lugar tartomány | kb 40 fő                                             | A csoport feladata a kormányellenes erők tevékenységének visszaszorítása és az afgán nemzeti biztonsági erők kiképzése és támogatása. 2009 óta az amerikai vezetésű Task Force 10 kötelék részeként szolgálnak. Az egység 2012 novemberében átalakult, létszámában és képességeit tekintve is megerősödött. Működésük részleteit a minisztérium bizalmasan kezeli.                                                                |
| MH Mi–17 Légi Kiképzés-támogató Csoport              | Mazar-e Sharif, Balh tartomány                       | 10 fő                                                | Az MH Mi–17 AMT 2011-től kezdte meg tevékenységét. |

### Halálesetek a külföldi missziókban

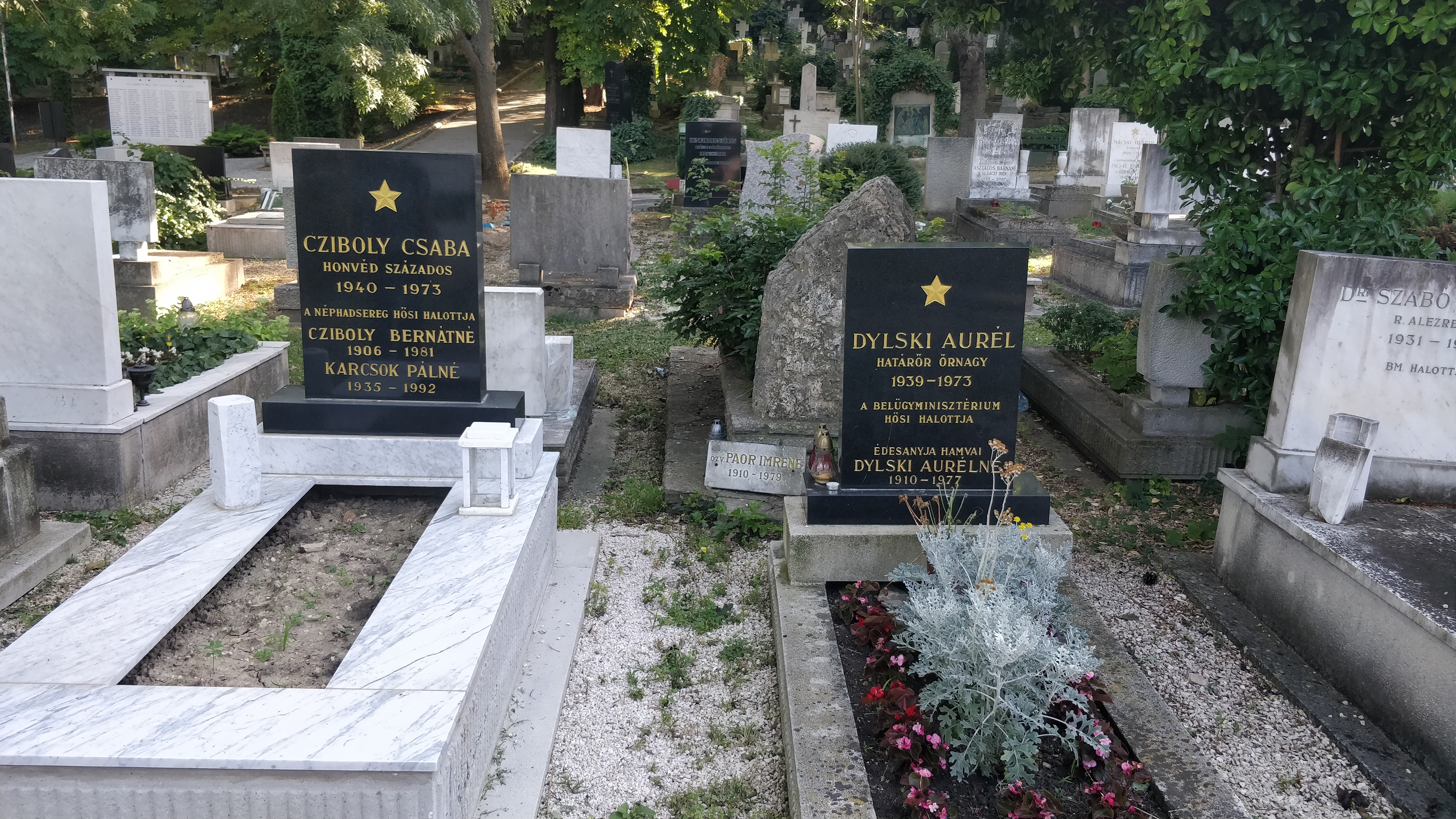
Dylski Aurél százados és Cziboly Csaba főhadnagy sírjai Budapesten, a Farkasréti temetőben.

A második világháborút követően, az első – akkor az ENSZ által szervezett és 1948. május 29-én kezdődő UNTSO – békefenntartó misszió óta, napjainkig 17 magyar katona vesztette életét a Magyarország által vállalt különféle kiküldetésekben.
- 1973. április 9., Vietnám – Dylski Aurél határőrszázados és Cziboly Csaba főhadnagy, az ICCS tagjai. Járőrözés közben helikopterük lezuhant.
- 1998. február 18., Sínai-félsziget – Molnár Lőrinc zászlós és Hídvégi Attila zászlós halt meg autóbalesetben.[29]
- 2001. október 8., Abházia – Török László ezredes, az ENSZ grúziai megfigyelő missziójának parancsnokhelyettese. Járőrözés közben helikopterét lelőtték.[30]
- 2001. december 9., Koszovó – Csizamadia Zoltán őrmester, tisztázatlan egészségügyi okból hunyt el.[31]
- 2004. június 17., Irak – Nagy Richárd szakaszvezető. A vízszállító konvojuk ellen elkövetett pokolgépes merénylet során vesztette életét. A detonációban egy másik szakaszvezető is megsebesült.[32]
- 2004. szeptember 29., Bosznia-Hercegovina – Meghalt Radics Tibor hadnagy közúti balesetben, egy társa könnyebben megsérült.[33]
- 2008. június 10., Afganisztán – Kovács Gyula tűzszerész főtörzsőrmester. Egy bomba hatástalanítása közben halt meg, hiába volt rajta a legjobb védőfelszerelés. 30 éves volt. A házi készítésű bombát korábban robottal próbálták elvinni a helyéről, de a súlya miatt ez nem volt lehetséges. A bomba akkor robbant fel, amikor a törzsőrmester kampót akart rátenni, hogy elvigyék a helyéről.[34][35]
- 2008. július 12., Afganisztán – Nemes Krisztián százados, aki éppen az egy hónappal korábban elhunyt Kovács Gyulát váltotta. Éppen rendőri felvezetéssel úton volt a pokolgép felé, ekkor egy másik robbanószerkezet robbant fel az út mellett. A vezérkari főnök ez után az eset után azt mondta, hogy valószínűleg előre kitervelt merényletekben halt meg a két magyar tűzszerész. Egy rendkívüli honvédelmi bizottsági ülés után a honvédelmi miniszter bejelentette, hogy az afganisztáni misszió továbbra is élvezi mind az öt parlamenti párt támogatását.[36][37][38][39]
- 2010. augusztus 23., Afganisztán – Pappné Ábrahám Judit törzsőrmester és Kolozsvári György zászlós. Az MH PRT egyik konvoját hajnali 3:30-kor megtámadták, a katonanő a helyszínen életét vesztette, a zászlós 2010. szeptember 7-én reggel halt meg a kórházban. Két másik katona súlyosan megsebesült.[40][41][42][43][44]
- 2011. május 17., Afganisztán – Róth Orsolya őrmester és Dálnoki András szakaszvezető autóbalesetben vesztette életét.[45]
- 2011. június 10., Afganisztán – dr. Borbély Csaba orvos százados szívinfarktus következtében elhunyt.[46]
- 2013. május 22., Koszovó – Ismeretlen egészségügyi okokból elhunyt Pászti Zsolt szakaszvezető.[47][48]
- 2023. július 4., Koszovó - Egy magyar katona öngyilkosságot követett el.[49]
- 2024. október 23., Csád - Ismeretlen okból elhunyt Vékás-Kovács Imre alezredes, katonai attasé.[50]

## Jelentősebb hadgyakorlatok
Magyarországon 
NATO-csatlakozása óta több ország hadereje képviseltette magát NATO-együttműködést segítő hadgyakorlatokon. Gyakorlatokon, kiképzéseken jártak az országban olasz, holland, francia, német, amerikai, román illetve szlovén erők.

## A magyar hadiipar
A magyar hadiipar az utóbbi időkben jelentős fejlődéseken ment keresztül, melyet az állam is támogat. A hadiipar fejlesztéseinek köszönhetőek többek között a Szép, illetve Gepárd mesterlövészpuska családok, KGP–9 géppisztolyok kifejlesztése, rendszerbe állítása, amelyek világszínvonalon is elismeréssel képviseltetik magukat. A legjobb példa lehet talán a hadiipar felé való elkötelezettségre, azonban a Rába katonai terepjáró kamionok fejlesztése, rendszerbe állítása. A Rába Jármű Kft. és a Honvédelmi Minisztérium 2003 áprilisában egy 15 évre szóló együttműködési keretszerződést írt alá, amelynek értelmében 2018-ig a társaság nemzetközi partnereivel együttműködve terepjárókat szállít a Honvédségnek. A Rába most katonai szállítójárműveket, valamint különleges felépítmények hordozására alkalmas járműveket szállít a katonaságnak egy kétéves időszakra aláírt kiegészítő megállapodás keretében. A Rába Jármű Kft. bruttó 14,1 milliárd forint értekben szállít katonai járműveket a Honvédelmi Minisztérium Fejlesztési és Logisztikai Ügynökségének. Az újjászülető magyar hadiipar újabb nagyszerű sikereként jellemezte Hende Csaba honvédelmi miniszter a HM Elektronikai, Logisztikai és Vagyonkezelő (HM EI) Zrt. által kifejlesztett Telepíthető Gyorsdiagnosztikai Laboratórium elkészítését. Mint a honvédelmi miniszter hangsúlyozta, világviszonylatban is egyedülálló berendezésről van szó, amellyel kapcsolatban innentől fogva kifejezett cél, hogy a HM EI Zrt. a világ minél több pontjára exportálja. A berendezés iránt már most is több országból, például Oroszországból, Kínából és Indiából is érdeklődnek. Telepíthető Gyorsdiagnosztikai Laboratórium egyedülálló képesség a NATO és az Európai Unió tagállamainak körében.
A 2016-ban elindult Zrínyi haderőfejlesztési program egyik fontos alappillére volt a magyar hadiipar fejlesztése is. A kormány számolt a magyar védelmi ipar szereplőivel is, illetve más ismert gyártókkal is. Ennek egyik kimenetele volt az hogy a magyar állam és a Rheinmetall közös üzemet hoz létre Zalaegerszegen ahol elsősorban a Lynx KF41 lánctalpas gyalogsági harcjárműt fogják gyártani, amiből a Honvédség is megrendelt 218 darabot. A gyárban 172 darab Lynx lesz legyártva a Magyar Honvédség számára mivel az első 46 darab Németországban kerül összeszerelésre. A Rheinmetall Kaposváron is létrehoz egy másik hadiipari létesítményt ahol Gidrán 4x4-es meghajtású harcjárműveket és egy következő generációs 8x8 meghajtású gumikerekes harcjárműt fognak gyártani. A Honvédség számára készülő 300 db Gidránból, körülbelül 260-280 is ebben a gyárban fog elkészülni. Ezek mellett a Rheinmetall, Várpalotán is létrehoz egy lőszergyárat, ahol az elmúlt időszakban rendszeresített haditechnikai eszközök számára is kompatibilis lőszerek lesznek előállítva. A Kiskunfélegyházi Arzenál Zrt. portfóliója is egyre növekszik illetve más egyéb európai hadiipari beruházók is megjelentek.

## A Honvédséget szabályozó fontosabb jogszabályok
Honvédelmi törvények
- 1993. évi CX. törvény a honvédelemről
- 1997. évi LXXV. törvény a honvédelemről szóló 1993. évi CX. törvény, a hadköteles katonák szolgálati viszonyáról szóló 1996. évi XLIV. törvény és a fegyveres szervek hivatásos állományú tagjainak szolgálati viszonyáról szóló 1996. évi XLIII. törvény módosításáról
- 2004. évi CV. törvény a honvédelemről és a Magyar Honvédségről
- 2011. évi CXIII. törvény a honvédelemről és a Magyar Honvédségről, valamint a különleges jogrendben bevezethető intézkedésekről[59]

A szervezet állományának jogállásairól
- 2001. évi XCV. törvény a Magyar Honvédség hivatásos és szerződéses állományú katonáinak jogállásáról
- 2007. évi XCIII. törvény törvény a Magyar Honvédség hivatásos és szerződéses állományú katonáinak jogállásáról szóló 2001. évi XCV. törvény módosításáról

A sorkatonai szolgálatról
- 2001. évi XLIV. törvény a sor- és tartalékos katonai szolgálat teljesítése rendjének változásával érintett törvények módosításáról
- 16/2004. (VI. 29.) HM rendelet a 2004. évi sorállományváltás végrehajtásának rendjéről

A szervezet létszámáról
- 106/2007. (XII. 6.) OGY határozat a Magyar Honvédség részletes bontású létszámáról

Egyéb jogszabályok
- 1998. évi XLVI. törvény a Magyar Köztársaság Kormánya és a Francia Köztársaság Kormánya között a honvédelem és a haditechnika területén kicserélt minősített információk és eszközök védelméről, Budapesten, 1998. február 23-án aláírt Egyezmény megerősítéséről és kihirdetéséről
- 7/2010. (I. 20.) HM utasítás a Magyar Honvédség Alaki Szabályzata című szolgálati könyv kiadásáról

## Képek, filmek a Magyar Honvédség életéből
- Képvetítés a MH-ről.
- képek a 2007-es Kecskeméti Nemzetközi Repülőnap haditechnikai bemutatójáról. Archiválva 2007. december 21-i dátummal a Wayback Machine-ben
- - képek a Magyar Honvédség eszközeiről.
- képek a Honvédségről.
- képvetítés a Honvédségről.
- Képvetítés a Magyar Légierőről, a második világháborútól.
- Video a Magyar Honvédségről

## Galéria

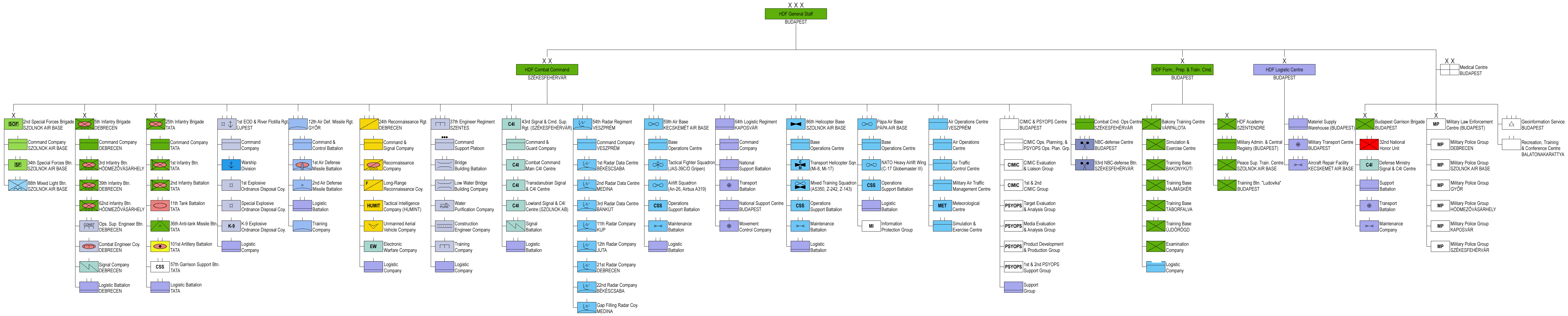
A Magyar Honvédség szervezeti felépítése (angol nyelvű forrás)

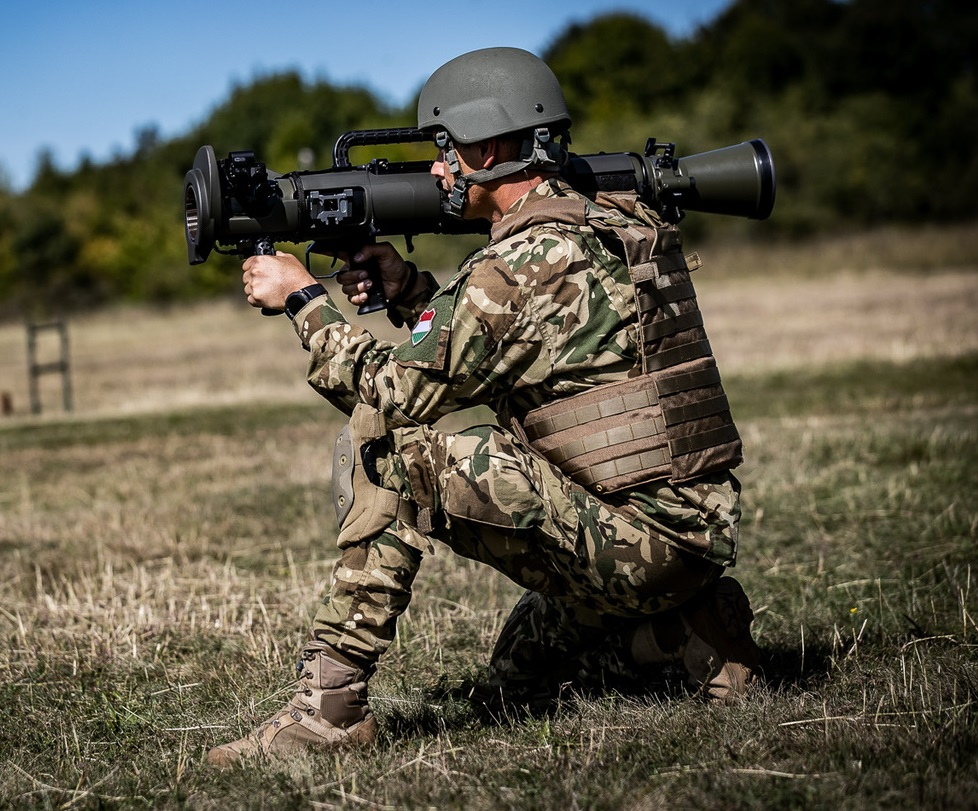
Carl Gustaf gránátvetőt célra tartó honvéd az új 2015M gyakorlót viseli
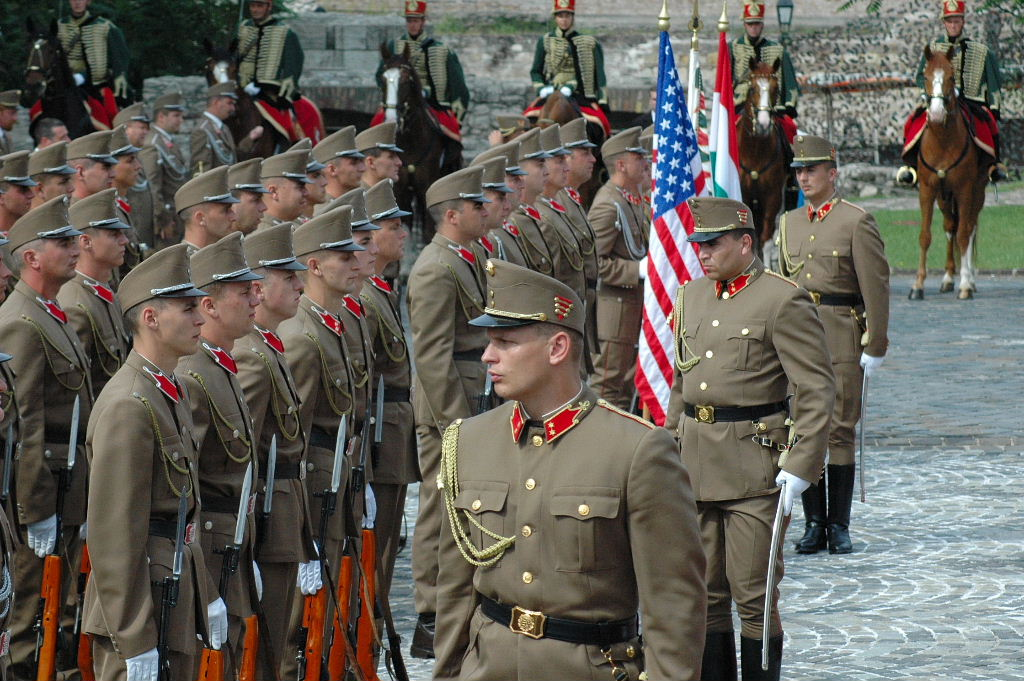
Díszelgés
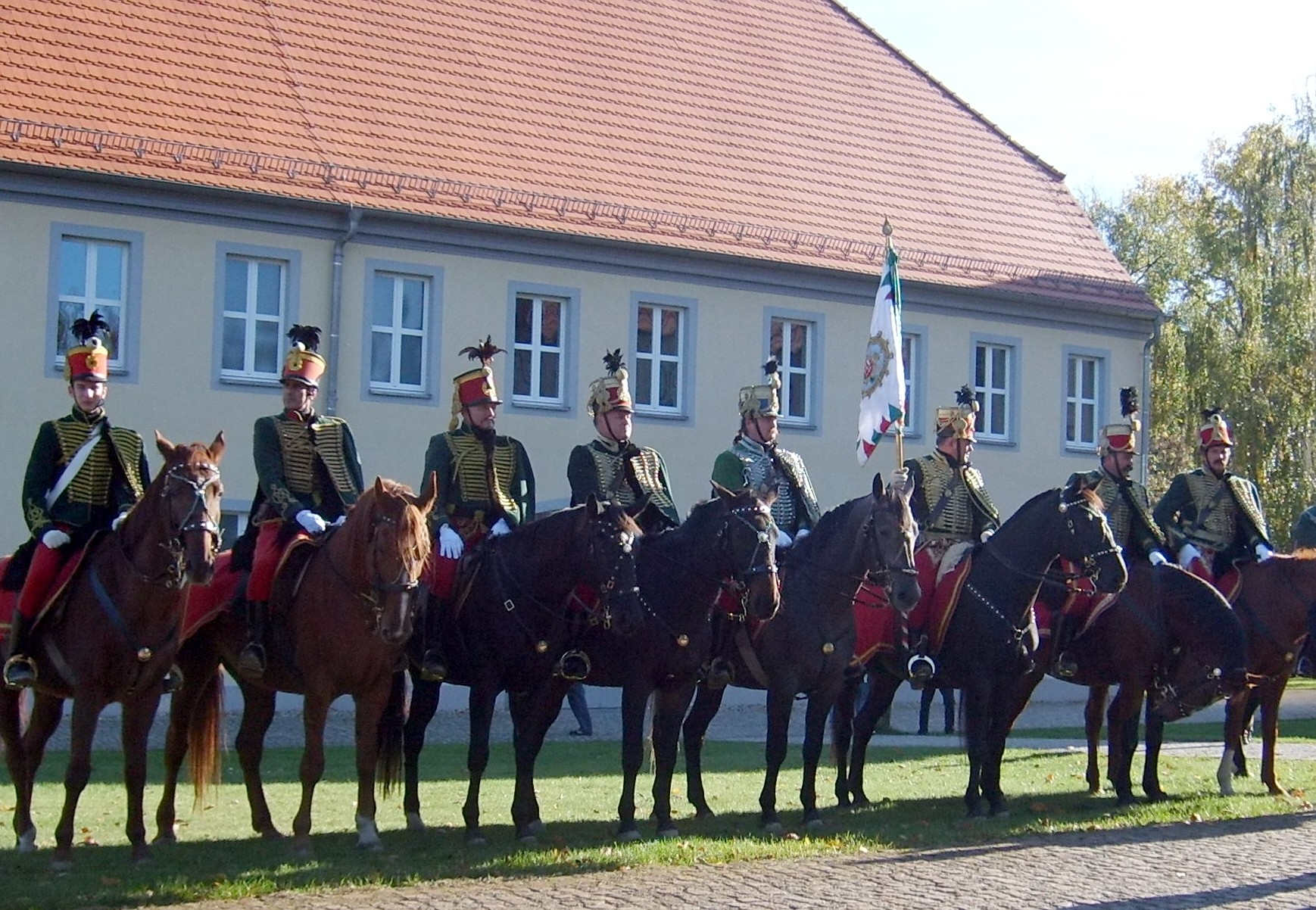
Huszárok
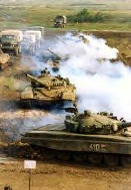
T–72 harckocsik
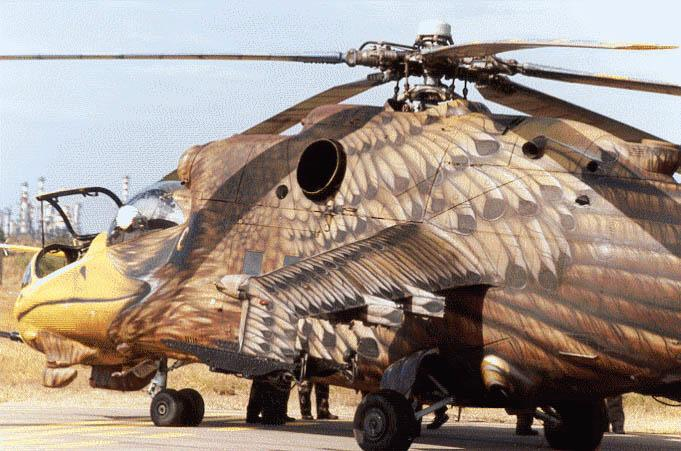
Repülőnapra díszfestéssel ellátott Mi–24
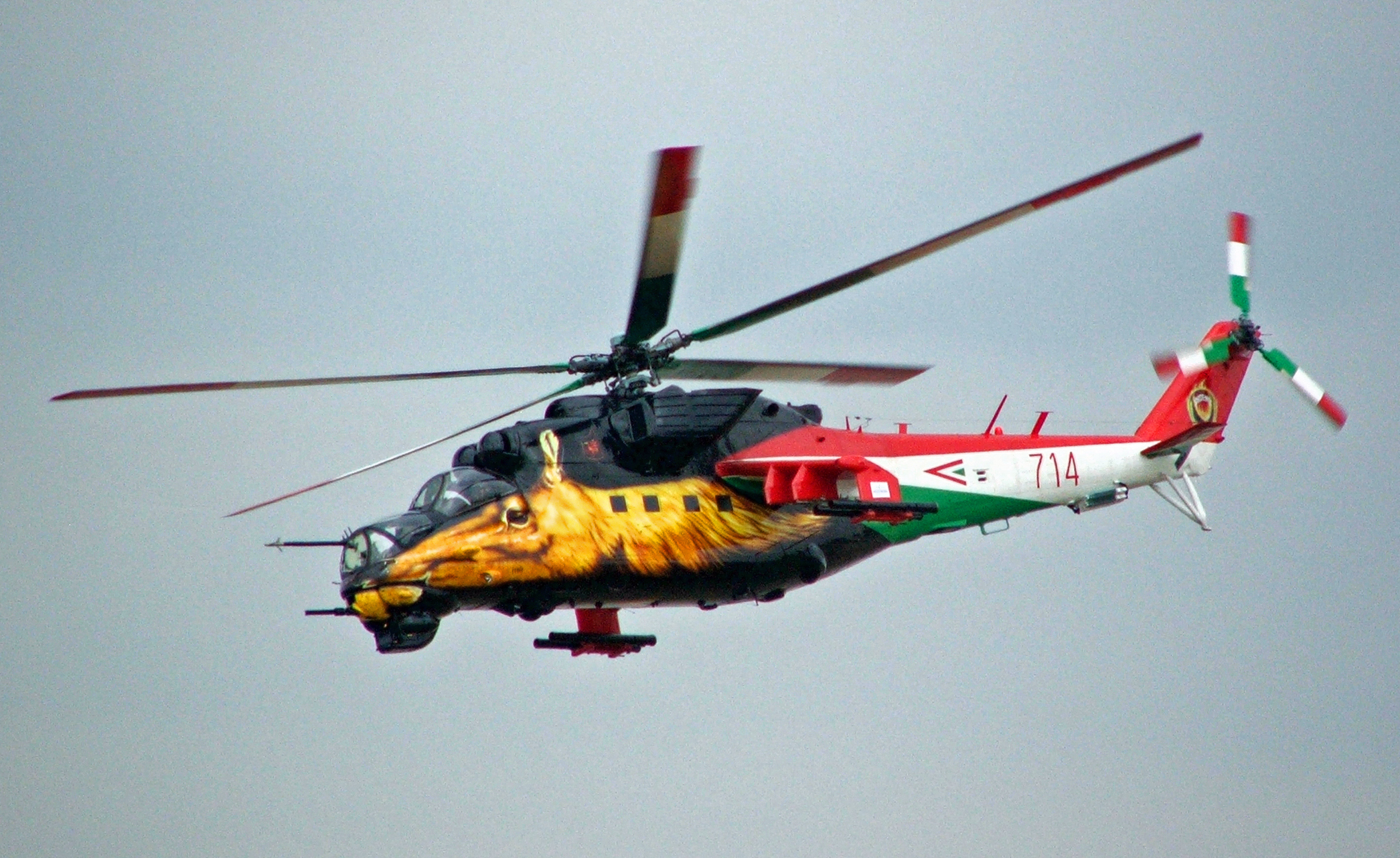
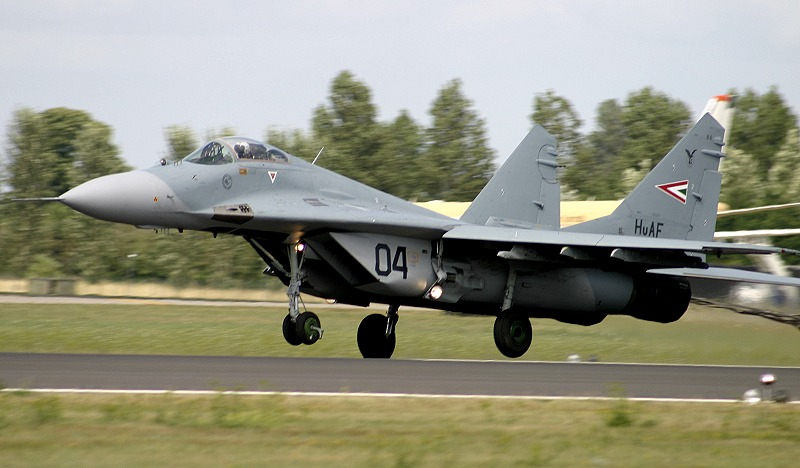
A MiG–29-esek 2010-ben kivonásra kerültek a hadrendből.
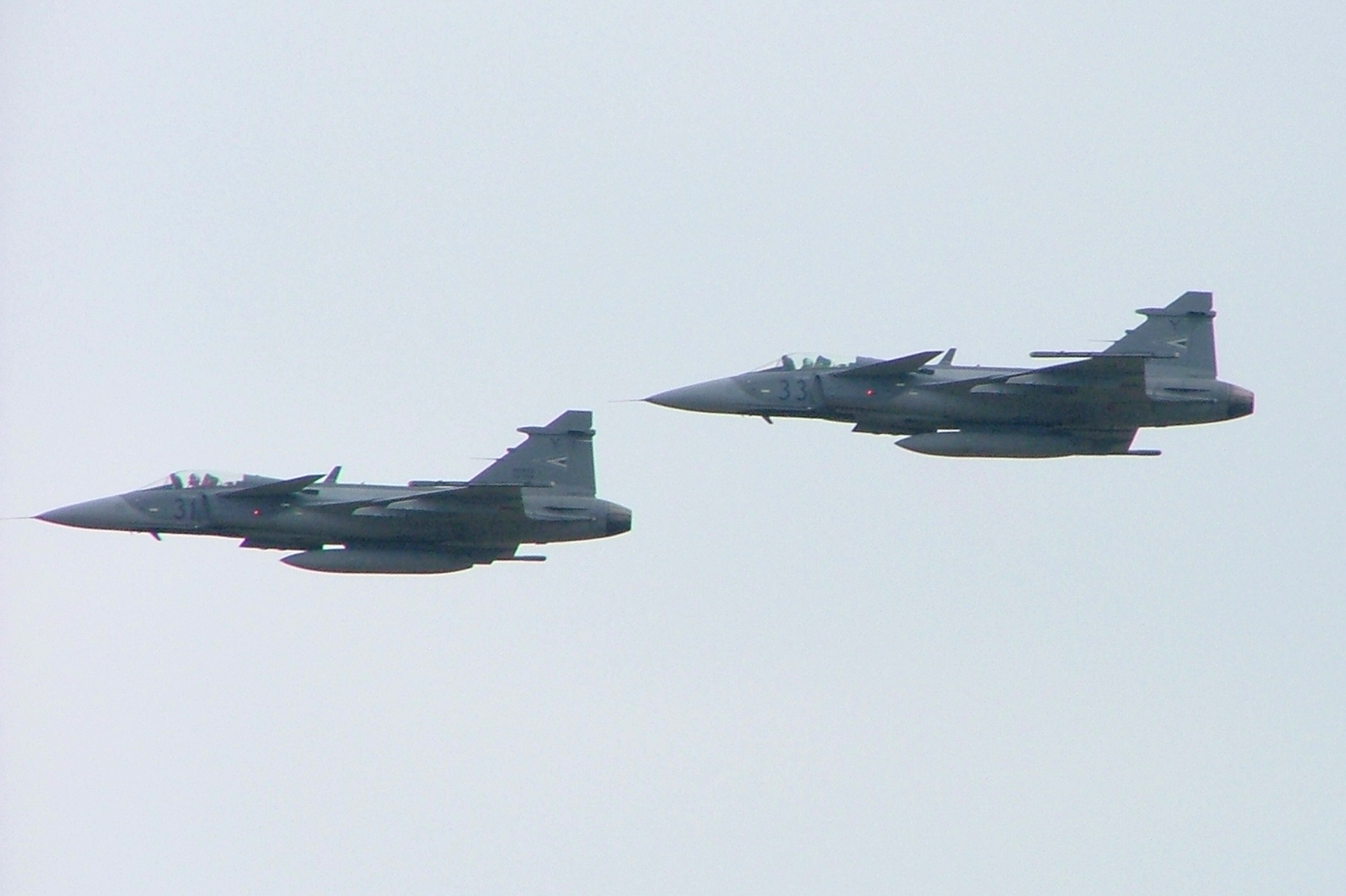
Gripen géppár levegőben
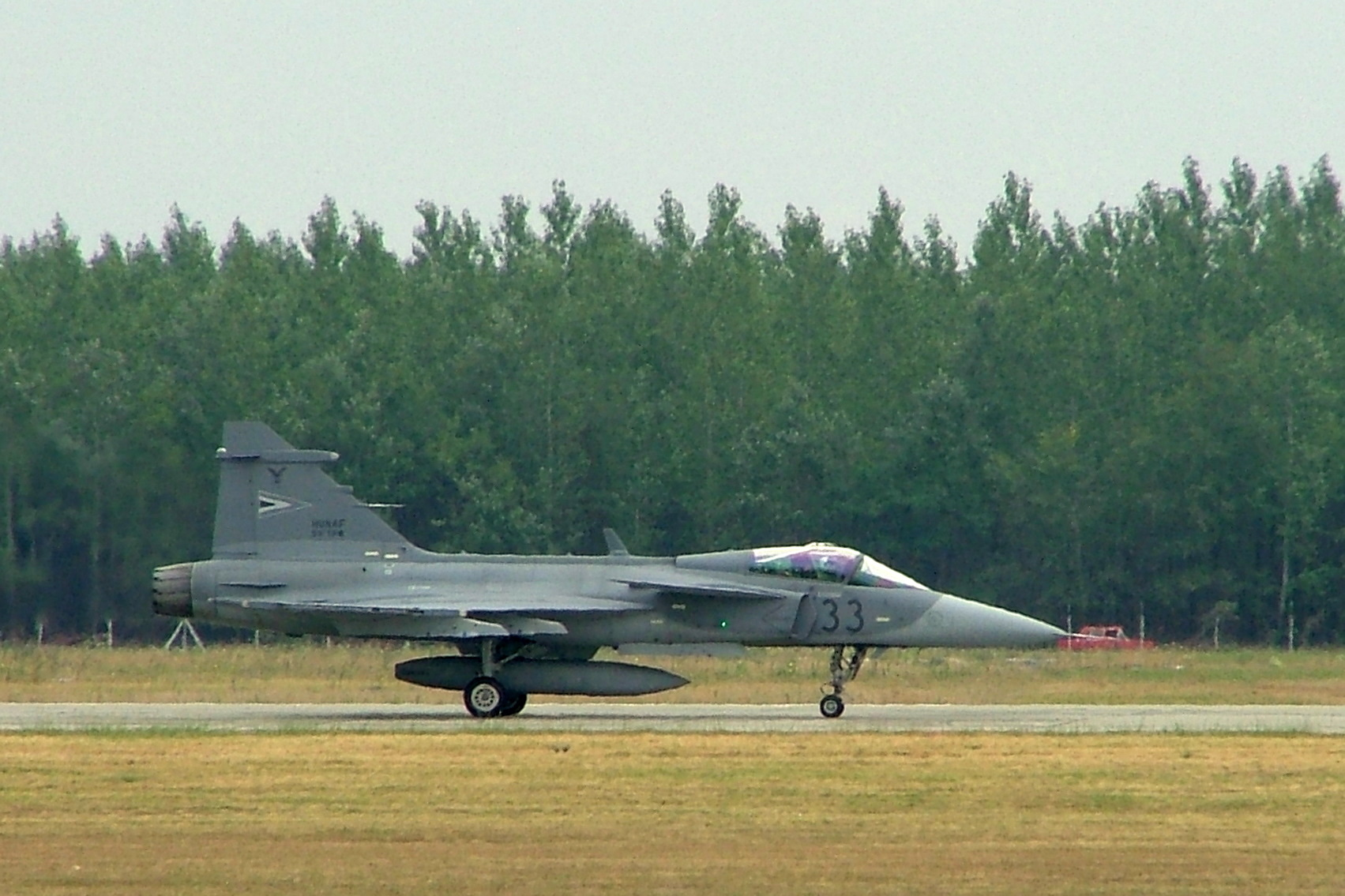
Gripen felszállás közben